# Boden (Sverige)
Boden (lulesamisk: Suttes) er hovedby i Bodens kommune, Norrbottens län, Norrbotten, Sverige.
Byen, der er jernbaneknudepunkt og militærby, har 16.644 (2023) indbyggere. Den ligger 35 kilometer nord for residensbyen Luleå.